# Pistolet Makarov
Pour les articles homonymes, voir Makarov.

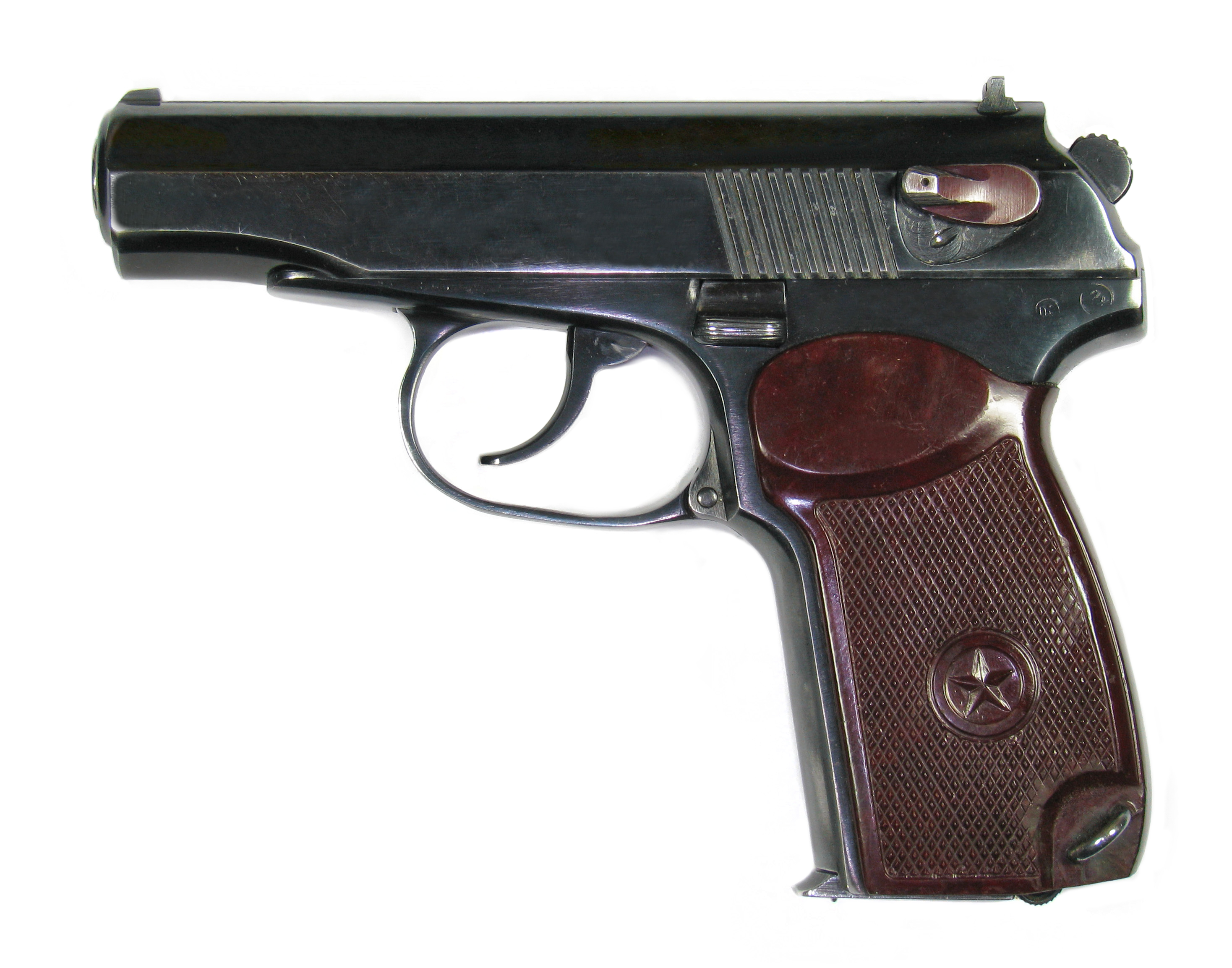
La face gauche du PM.

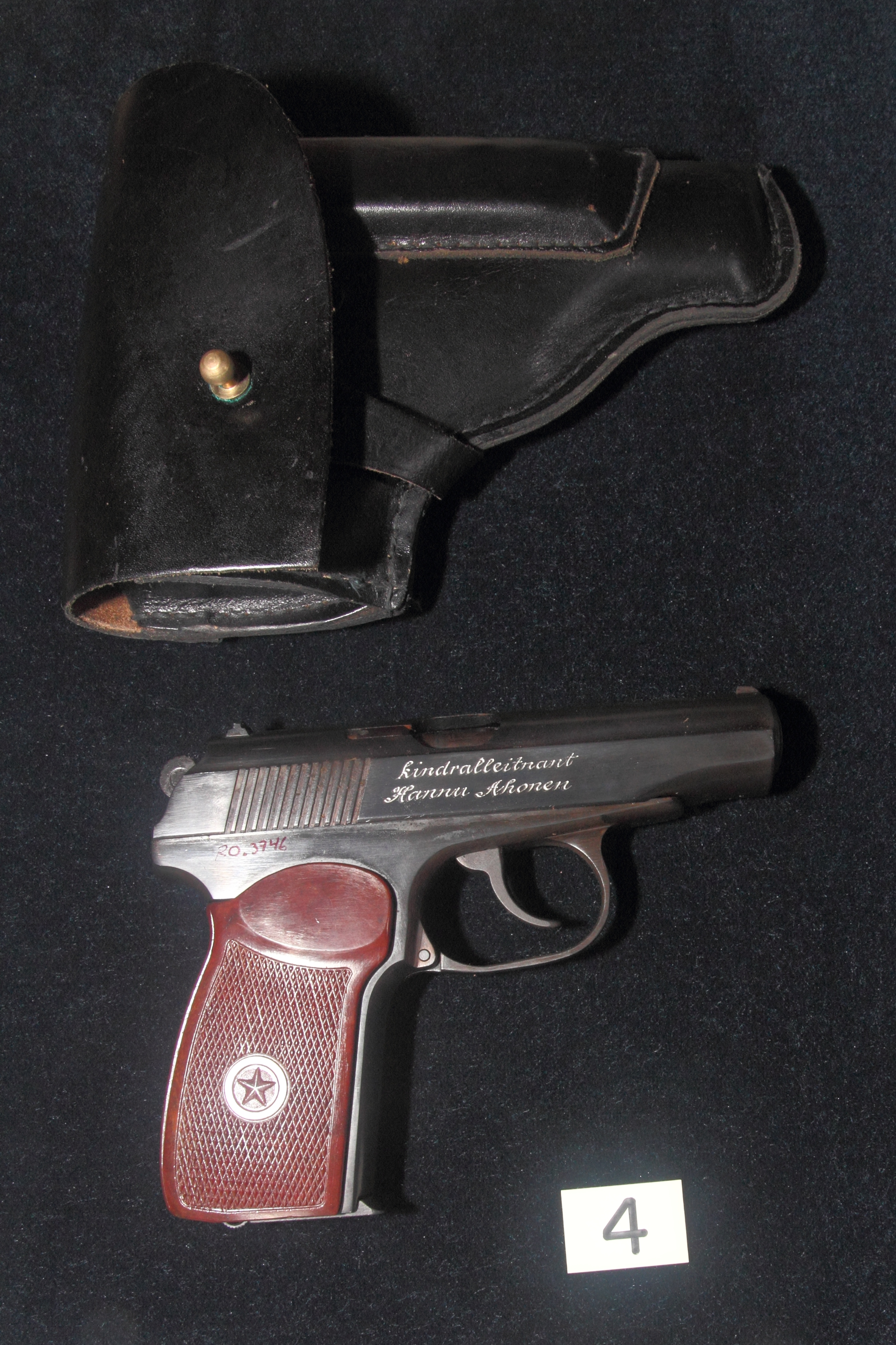
La face droite du PM et son étui réglementaire dans l'Armée rouge.

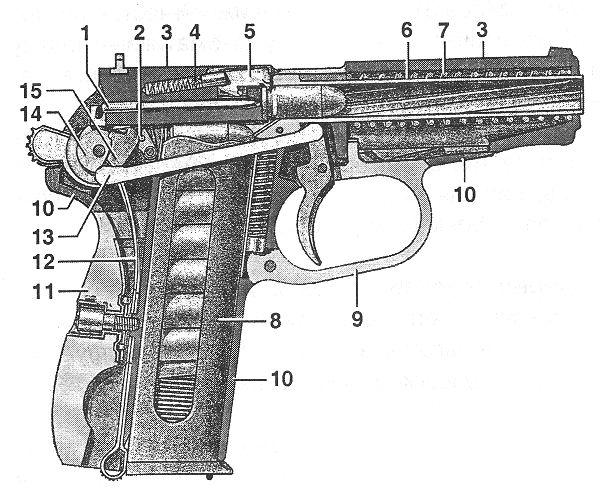
Schéma de l’arme.

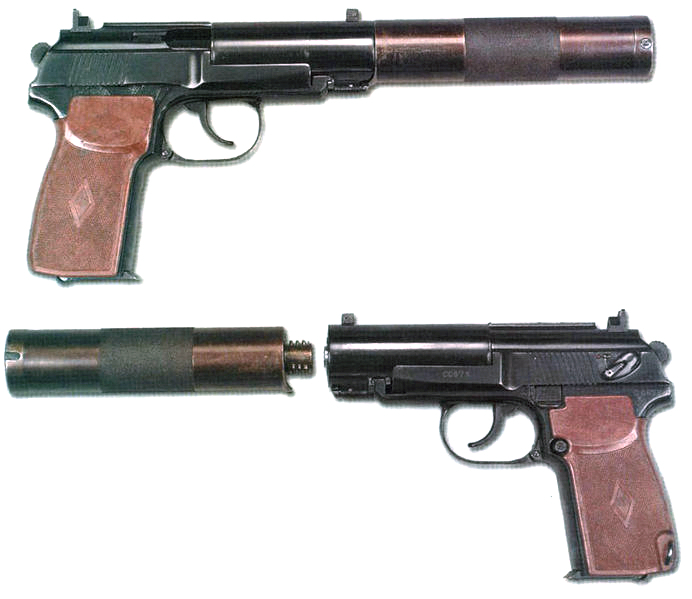
Le pistolet PB : une variante avec silencieux.

Le pistolet Makarov ou PM (en russe : Пистолет Макарова, Pistolet Makarova) est un pistolet semi-automatique qui remplaça en 1951 le pistolet Tokarev dans l'arsenal de l'armée soviétique.

## Histoire
Consciente de l'encombrement, de la puissance excessive et de l'insécurité du pistolet Tokarev, l'armée soviétique lance un programme visant à adopter un nouveau couple arme-munition dès décembre 1945. Initialement, deux projets aux index 3115 et 3116 pour un pistolet de calibre 7,65 mm et 9 mm furent créés. À la suite de très nombreux tests et prototypes impliquant plusieurs bureaux de construction et ingénieurs (Korovin, Baryshev, Lobanov, Rakov, Simonov, Sevrugin, Voevodin et Makarov), le nouveau calibre expérimental en 9,2 mm, développé par Boris Semin, fut préféré. En février 1949, le prototype Makarov, ainsi que la cartouche Semin, vont être déclarés comme vainqueurs des tests. Le 3 décembre 1951, le pistolet fut officiellement adopté sous le nom de « Pistolet Makarov, 9 mm », avec son index d'inventaire GRAU : 56-А-125.
Il restera en service comme arme de poing d'ordonnance en URSS, puis en Russie. Les licences et paquets technologiques de production vont être distribués en Allemagne de l'Est, en République populaire de Bulgarie, et en République populaire de Chine. Des variantes locales, comme le « Pistole-M » est-allemand (plaquettes noirs quadrillées), le « Type 59 » chinois (plaquettes marquées de “八一” ou d'un bouclier), et le « Пистолет Макаров » (« Pistolet Makarov ») bulgare (plaquettes finement quadrillées avec bordure d'étoile fine) furent produites.
Son remplacement officiel en Russie en 2003 par le pistolet Yarygine (PYa) va s'avérer lent. Le PM est toujours en service dans l'armée russe et les forces de police.

## Fonctionnement et construction
Le PM fonctionne par principe de recul simple et est alimenté par boite-chargeur de huit cartouches. Sa construction en acier usiné et étampé lui confère une excellente robustesse.
Afin de pallier les pertes de chargeurs induits par le bouton du pistolet Tokarev, le pistolet Makarov possède un crochet de chargeur situé en dessous de la poignée, forçant l'utilisateur à garder les chargeurs en main.
Le système de mise en feu est de type double-action/simple-action à chien externe. La sûreté externe montée sur la glissière désarme le chien et verrouille la glissière ainsi que le chien. La gâchette sert de sécurité en empêchant l'avancement du chien quand celui-ci est en position de repos. Le percuteur triangulaire est de type flottant.
Le pistolet Makarov se démarque d'autres pistolets par son extrême simplicité et économie de production. Le pistolet entier ne compte que 27 pièces, contre 33-34 pour un pistolet Glock, ou 55 pour le Beretta M9/92FS. Ceci est possible grâce à une conception originale et efficace de l'arme, avec des pièces multifonctions (le ressort à lame servant de crochet de chargeur, ressort pour chien, ressort pour déconnecteur, ressort pour queue de détente) et goupilles intégrées aux pièces.
La fiabilité de l'arme est excellente. L'absence de surface de verrouillage sensible à la contamination, ainsi que la surface de contact minime entre glissière et carcasse contribuent à l'insensibilité de l'arme face aux conditions adverses. De plus, l'angle relativement droit du chargeur, le placement haut du chargeur en relation de la chambre, l'extracteur massif, et la cuvette de tir profonde contribuent à la fiabilité irréprochable de l'alimentation, extraction et éjection.
Le démontage de terrain du PM s'effectue comme sur le pistolet Walther PP (bascule du pontet). Le démontage en détail se fait avec un minimum d'outils et de temps, permettant une maintenance facile de l'arme.

## Versions commerciales
Depuis le milieu des années 1990, il est proposé sur le marché civil dans son calibre d'origine en 9 mm court (.380 ACP) et en 9 mm Parabellum par Izhmash sous le nom de Baikal IZh-70. Cette firme russe produit ensuite un Makarov modernisé à chargeur grande capacité, chambre pour une cartouche de 9 × 18 mm modifiée, connu comme PMM (marchés officiels) ou Baikal IZh-71/MP-71 (marchés civils), puis lance le Baikal MP-442 muni d'un pontet carré et d'une poignée ergonomique.
Hors de Russie, des firmes allemandes (Simson & Co), bulgares (Arsenal) ou chinoises (Norinco) ont aussi produites des variantes du PM pour le marché civil.
Son bon rapport qualité-prix lui assure un large succès commercial aux États-Unis. Pour les États-Unis, gros acheteurs des Makarov civils pour la défense personnelle, de nombreux importateurs proposent des pistolets Makarov :
- de Bulgarie : fabriqué par Arsenal Ltd et importé par Sentinel Arms. La firme de Kazanlak a lancé aussi le PM-02 utilisant une carcasse en matière plastique.
- de Chine : dont Norinco est le producteur principal. Il est vendu sous le nom de M59 dans son calibre d'origine et de M59A puis NP19 en .380 ACP et avec une hausse réglable.

## Le Makarych: un Makarov pour la défense personnelle
Pour satisfaire à certains marchés d'exportation interdisant le Makarov à leurs citoyens, la firme russe produit depuis le début des années 2000 le modèle IZH-79, tirant des balles à blanc ou des projectiles en caoutchouc.

## Fiches techniques

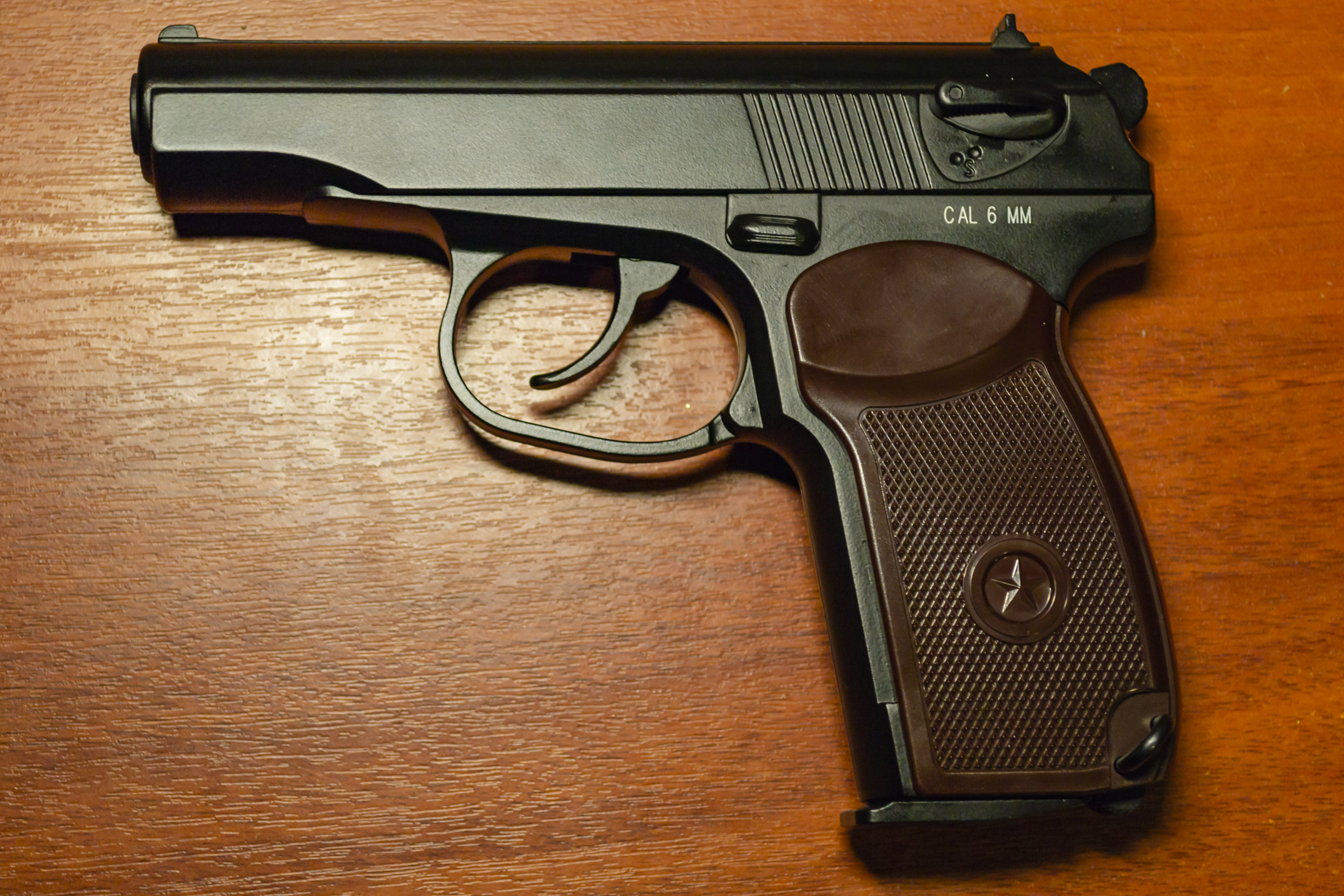
Airsoft PM.

Modèles militaires et policiers

### Makarov PM (et copies bulgares, chinoises et est-allemandes)
- Munition : 9 × 18 mm PM
- Longueur totale: 161 mm
- Masse à vide : 730 g
- Longueur du canon : 93,5 mm
- Capacité du chargeur : 8 cartouches

### Makarov PMM
- Munition : 9 × 18 mm PMM (surpression)
- Longueur totale: 165 mm PMM
- Masse à vide : 760 g
- Longueur du canon : 93,5 mm
- Capacité du chargeur : 12 cartouches

### Makarov PB 6P9 (Makarov PM «silencieux»)
- Munition : 9 × 18 mm PM
- Longueur totale (modérateur de son monté): 310 mm
- Masse en ordre de combat : 970 g
- Longueur du canon : 105 mm
- Capacité du chargeur : 8 cartouches

### Baikal 442
- Munition : 9 x 18 mm PM ou 9 mm Parabellum
- Longueur totale: 161 mm ou 165 mm
- Masse à vide : 730 g
- Longueur du canon : 93,5 mm
- Capacité du chargeur : 8 ou 10 cartouches (9 mm Makarov)

## Utilisateurs passés et actuels
Également fabriqué en République démocratique allemande (Pistole M), en République populaire de Chine (Type 59) et en Bulgarie (PM-01). le Makarov est encore en service dans  les Pays baltes et de nombreux États de la CEI, d'Afrique et d'Asie.
| - Albanie - Algérie - Allemagne de l'Est : fut la dernière arme du poing de la NVA. - Angola - Arménie - Azerbaïdjan - Biélorussie - Bulgarie - Chine - Cuba - Éthiopie - Géorgie - Kazakhstan - Kirghizistan - Laos - Liban - Libye - Madagascar Utilisé par la police malgache avec le Tokarev TT 33 et remplacé par le MAC 50 dans la gendarmerie nationale malgache. On peut aussi apercevoir cette arme à la ceinture des agents du service chargé de la sécurité du ministre de la justice malgache. Le Makarov est l’armement secondaire du Bataillon de sûreté de la primature de Madagascar. | - Malte - Moldavie - Mongolie - Mozambique - Nicaragua - Namibie - Ouzbékistan - Roumanie - Somalie - Syrie - Tadjikistan - Union soviétique/ Russie (remplacée en 2003 comme arme de service militaire) - Vietnam |

De même le petit PA est utilisé par de nombreuses mafias originaires de la CEI et triades chinoises.

## Le Makarov dans l'histoire
Le Makarov (et ses clones) ont connu de nombreux conflits armés depuis la guerre du Viêt Nam jusqu'à la guerre civile syrienne, en passant par la guerre du Liban, les deux guerres de Tchétchénie, la guerre contre le terrorisme (armant à la fois les alliés et les ennemis des États-Unis) et la guerre du Donbass.
La journaliste Anna Politkovskaïa (1958-2006) et  l'homme politique russe Boris Nemtsov (1959-2015) ont été assassinés par des tueurs utilisant un Makarov PM. Vladislav Rjitski, capitaine de sous-marin dans l’armée russe, a été tué le 10 juillet 2023 aux aurores dans Krasnodar, au sud de la Russie, atteint de plusieurs balles de Makarov dans la poitrine.

## Apparition dans la culture populaire

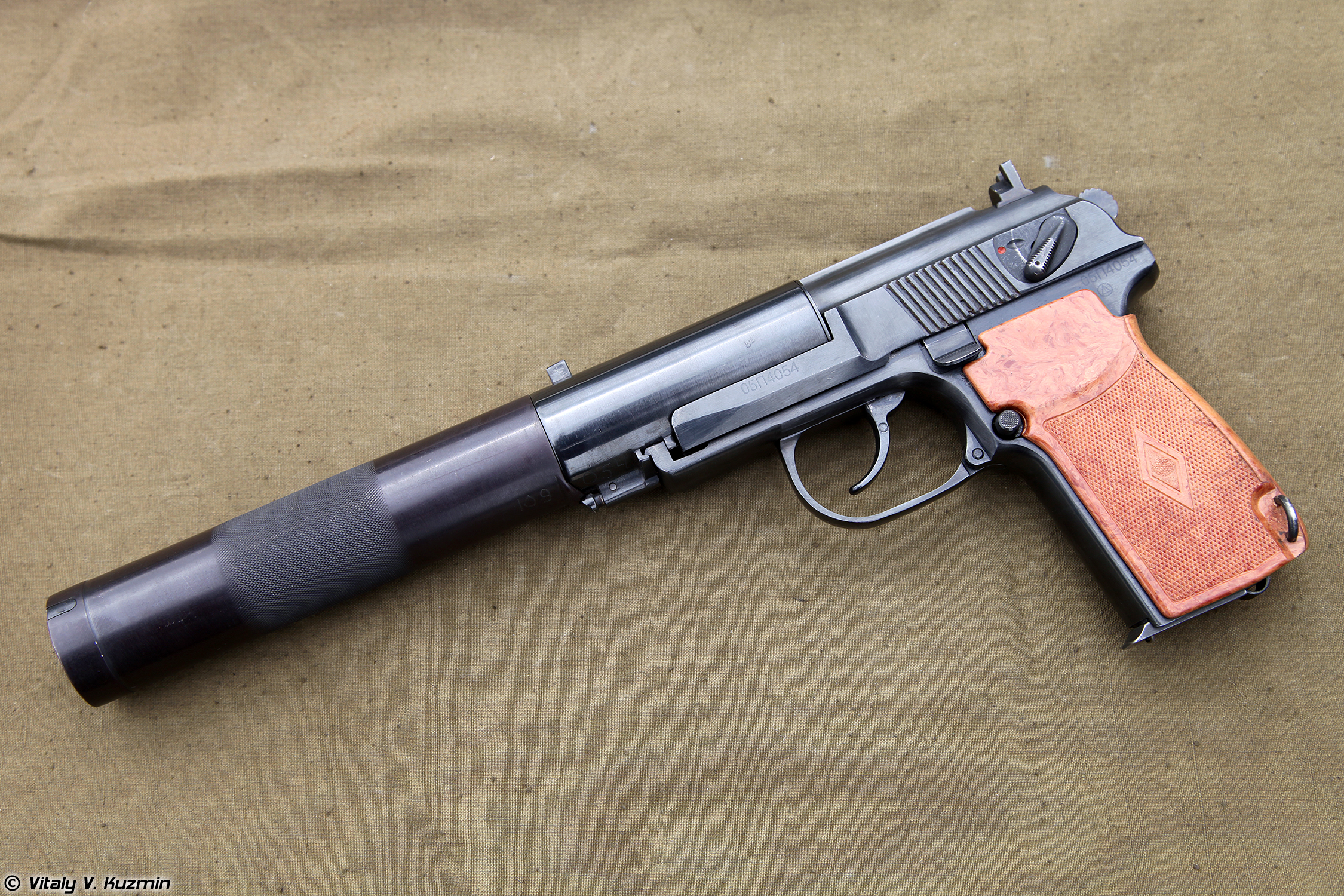
PB 6P9

En dehors d'apparitions fréquentes dans de nombreux films et romans policiers russes (notamment ceux d'Alexandra Marinina), le Makarov est visible aux mains de militaires soviétiques ou russes dans La Bête de guerre, À la poursuite d'Octobre rouge, K-19 : Le Piège des profondeurs, la série télévisée JAG, la saga Jack Ryan[réf. souhaitée] ou Lord of War.
Il apparaît dans les mains du Général Ourumov, l'ennemi de James Bond dans Goldeneye.
De même il arme de nombreux agents du KGB puis du FSB dans Le Quatrième Protocole, la saga littéraire S.A.S. ou les albums narrant les missions de l'agent de la C.I.A. Alpha.
Dans les jeux vidéo, il peut être utilisé dans Metal Gear Solid 3: Snake Eater, Call of Duty: Black Ops 1 & 2, Insurgency: Modern Infantry Combat, Enter the Gungeon, Uncharted: Drake's Fortune, Splinter Cell: Blacklist, ArmA 2, ArmA 3, Far Cry 2, Far Cry 3 et Far Cry 4 (dans sa version PB), ainsi que dans la série des jeux S.T.A.L.K.E.R. dans sa version PMM et la version PB 6P9. Dans Tom Clancy's Rainbow Six: Siege il est utilisé par les opérateurs Spetsnaz. Il est aussi dans Escape from Tarkov. Le Makarov est présent dans Call of Duty: Modern Warfare sous le nom de Sykov (« jus » en russe), dans sa version PM et PB 6P9 et dans une version modifiée capable de tirer en automatique, inspirée du pistolet Stetchkine APS. Il est disponible dans World of Guns: Gun Disassembly.